# 11431 Karelbosscha
11431 Karelbosscha eller 4843 T-1 är en asteroid i huvudbältet som upptäcktes den 13 maj 1971 av den nederländsk-amerikanske astronomen Tom Gehrels och det nederländska astronomparet Ingrid van Houten-Groeneveld och Cornelis Johannes van Houten vid Palomarobservatoriet. Den är uppkallad efter Karel Albert Rudolf Bosscha.
Asteroiden har en diameter på ungefär 7 kilometer.